# Astèrix i el griu
Astèrix i el Griu (francès: Astérix et le Griffon) és el trenta-novè àlbum de la sèrie Astèrix el gal, amb guió de Jean-Yves Ferri i dibuix de Didier Conrad. Va ser publicat en francès el 21 d'octubre de 2021.

## Resum

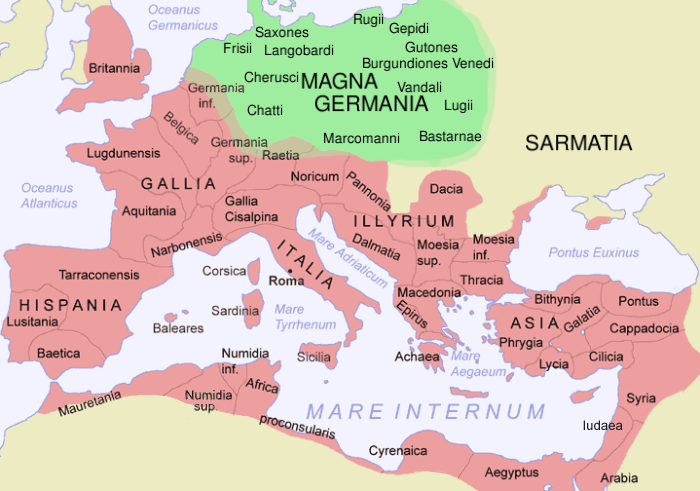
Les províncies romanes (en rosa) i el territori Barbaricum (en verd).

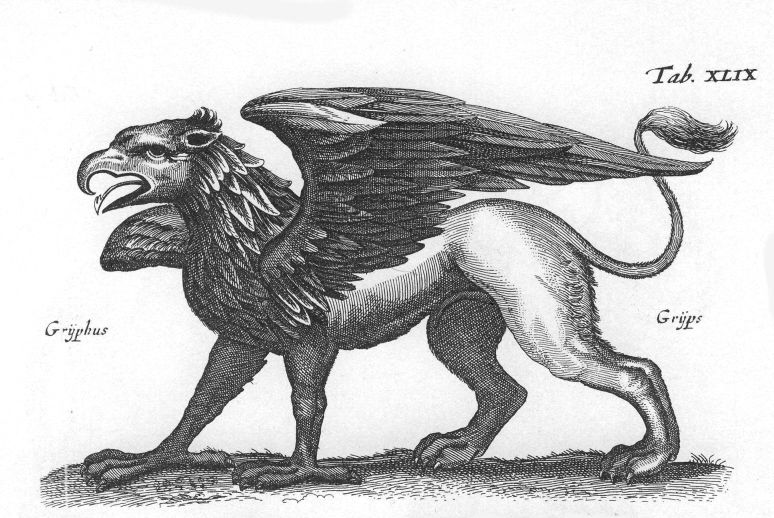
Un griu.

A Roma, Juli Cèsar rep el seu geògraf Terricognitus, que li parla del griu, un animal mític que, segons el geògraf, va ser vist una vegada per l'explorador grec Cabassos de Cebes a Barbaricum, un territori de l'est d'Europa no ocupat pel romans. Per recolzar les seves declaracions, Terricognitus porta davant Cèsar un presoner sàrmata, una amazona anomenada Kalaixnikova, a qui fa dir que pot portar-los al grif. Temptat pel fet de poder exposar un animal així al circ de Roma per augmentar-ne la popularitat, Cèsar envia doncs una expedició dirigida per Terricognitus.
Uns mesos més tard, Astèrix, Obèlix, Ideafix i Panoràmix viatgen en trineu per l'estepa nevada, en algun lloc de la terra dels sàrmates, al cor de Barbaricum. Creient-se perduts però guiats pel llop Licàntrov, arriben finalment fins a Femunmov, xaman sàrmata i amic de Panoràmix. El xaman cridava a través dels somnis el druida gal: va veure en les seves visions, gràcies al seu tambor, que els romans s'acostaven en gran nombre per apoderar-se del grif, animal sagrat dels sàrmates. Paral·lelament, arriba a les estepes l'expedició romana, encapçalada per Terricognitus, el centurió Sucdenabius i el venàtor Llopastús, i guiat per dos escites fent de guies turístics.
Els gals visiten el poble de Femunmov, una societat matriarcal on les dones són guerreres amazones mentre els homes es queden a casa i cuiden dels nens. Ideafix desapareix per anar a córrer amb una manada de llops, mentre les dones del poble, encapçalades per Maminovna, esposa de Femunmov, tornen al poble anunciant la imminent arribada dels romans, amb Kalaixnikova encara presonera, que resulta ser la neboda de Femunmov. Astèrix, Obèlix i els guerrers decideixen, doncs, seguir els romans, que van acampar. Astèrix s'adona que la seva poció màgica s'ha congelat a la seva cantimplora. Els dos gals negocien amb els romans per alliberar Kalaixnikova, però els romans, que s'assabenten d'Obèlix coment un error que només el xaman sap el parador del grif, exigeixen que el xaman els lliuri a canvi de l'amazona.
De tornada al poble, Femunmov decideix demanar consell als esperits durant la nit gràcies al seu tambor, mentre Panoràmix intenta tornar a fer alguna poció màgica. Però l'endemà, Femunmov va anar a rendir-se als romans, i se'l porten amb ells a la recerca del griu, mentre Kalaixnikova roman al campament sota vigilància, no sense provocar baralles entre els legionaris que estan tots sota el seu encanteri.
Astèrix, Obèlix i les amazones segueixen l'expedició romana: embosquen als romans en una cascada, després guarden el seu campament durant la nit i noquegen la patrulla nocturna. L'endemà, l'expedició romana marxa, es perd en una boira, el mar de núvols, on les amazones els derroten. Però la tropa romana s'havia dividir en dos: l'altra part de l'expedició els va precedir, encara guiada pel presoner Femunmov, i arriba davant d'un relleu gèlid: el mur de gel, darrere del qual hi ha el territori sagrat dels sàrmates, on cap sàrmata pot entrar-hi si no és un xaman. Per tant, només Astèrix i Obèlix poden continuar perseguint els romans.
Aquests últims, després d'haver creuat la paret de gel, es troben davant d'un llac gelat. Femunmov condueix amb cura els romans al mig del llac sobre el gel, i finalment descobreixen, sota els seus peus, el griu, que resulta ser, de fet, un enorme dinosaure mort conservats congelats al fons del llac. El centurió Sucdenabius, observant que l'animal no sembla gens un griu, s'enfada i el gel es trenca sota els seus peus. Al mateix temps, Astèrix i Obèlix finalment arriben al llac, però són massa pesats per al gel ara debilitat. És aleshores quan arriba Ideafix amb la seva manada de llops, que van fer fugir els romans, mentre que el gosset salva Femunmov, sa i estalvi. El xaman explica a Astèrix, que descobreix el dinosaure, que fa molt de temps un explorador grec - Cabassos de Cebes - hi havia vingut, havia anomenat la criatura "grif", i també havia informat d'altres observacions sobre la forma de vida del sàrmates, i com això corria el risc de posar en perill la seva gent, els xamans ho havien decidit
Aleshores, Femunmov troba la seva dona Supernova i les amazones, i tots van a alliberar Kalaixnikova al campament romà: però ella ja s'ha escapat, amb tots els legionaris enamorats d'ella. Tot seguit tornen al poble sàrmata, on es fa un banquet. Els gals tornen llavors a casa, Obélix s'acomiada de Krakatova, amb qui un acostament romàntic estava en curs. Mentrestant, a Roma, Cèsar, que no té més notícies de l'expedició, ordena que facin sortir la girafa.
De tornada al seu poble, els gals celebren la seva victòria al voltant d'un banquet, durant el qual Ideafix udola com un llop.

## Anàlisi
Aquest és el primer àlbum publicat després de la mort d'Albert Uderzo el març del 2020. Com a ànima, els autors han dibuixat, a l'última vinyeta de l'àlbum, un mussol que se'n va plorant. Albert Uderzo havia fet el mateix quan René Goscinny va morir al final de l'àlbum Astèrix a Bèlgica, on havia dibuixat un conillet que va marxar plorant.
Segons la filla d'Uderzo, Sylvie, Uderzo havia revisat el guió inicial del llibre i alguns dels seus primers esbossos, abans de la seva mort el març del 2020.

### Personatges i cameigs
El personatge de Terricognitus, presentat com el geògraf de Cèsar, té els trets de l'escriptor francès Michel Houellebecq, autor en particular de La Carte et le Territoire, recordant el geògraf de l'àlbum.
Els trets del centurió Sucdenabius recorden els de l'actor nord-americà Brian Dennehyi els de l'advocat i polític Éric Dupond-Moretti. Mentre que el caçador Llopastús recorda el polític Christophe Castaner. Ferri explica que és una casualitat. En realitat, Sucdenabius es basa en l'actor nord-americà Burt Young, que interpreta "Paulie Pennino" a la saga cinematogràfica Rocky.
Veiem breument (p. 46) la tripulació dels pirates : si per una vegada no veiem Baba, trobem en canvi un pirata sense nom caricaturitzant Charles Aznavour, a qui ja hem vist a l'anterior disc La filla de Vercigentòrix. Per una vegada, els pirates no són atacats pels gals i així van gaudir d'una tranquil·litat rara.
Quan Panoràmix somia amb el seu amic xaman demanant auxili, aquest és un clucada d'ull a l'àlbum d'Hergé Tintín al Tibet, en el qual Tintín té un malson en què el seu amic Txang, enterrat a la neu, li demana ajuda.
Entre els sàrmates, els homes tenen noms acabats en "-in" (Femunmov, Turboreactov, Nasdarov, Melimatov, Cagatiov, Melindrov, així com el llop Licàntrov), seguint l'exemple de noms russos com Lenin, Stalin, Putin, Ieltsin, Pushkin, Rasputin, etc. (cosa que fa riure a Obélix que considera que tenen "noms de noies", perquè entre els gals, els noms en “-in” són femenins (Bonemin, Iélosubmarin, etc.)); les dones tenen noms acabats en "-ovna" (Kalaixnikova, Supernova, Krakatova, Tapatova), formes femenines de noms russos acabats en "-ova".
Els sàrmates s'expressen invertint l'E, amb Ǝs en lloc de l'E, per evocar l'alfabet ciríl·lic.
Quan els gals visiten el poble, es troben amb dos habitants que semblen ser la versió sàrmata d'Astèrix i Obèlix (làm. 11): un sàrmata petit, ros i amb bigoti, i un home gros anomenat Melindrov vestit gairebé com Obèlix, lliurant troncs. Quan Obèlix s'allunya pensa "És curiós... Aquell petitó em recorda a algú!" 
El nom del legionari Feicnius és una referència al fenomen de les notícies falses i a les teories conspiratòries contemporànies: els indicis pessimistes que crea s'estenen "viralment" entre els soldats, de manera que es recorren al culte a Diana i demanen encens.
Els servents escites parlen com guies turístics i serveixen de pretext per fer jocs de paraules amb "lloc d'Internet": "Servidor caigut", "Jo sóc un servidor de confiança" 
Només veiem la resta d'habitants del poble gal durant el banquet, a la vinyeta final.
La pandèmia de COVID-19, vigent en el moment de la publicació s'esmenta diverses vegades ((des)confinament, immunitat, distància).

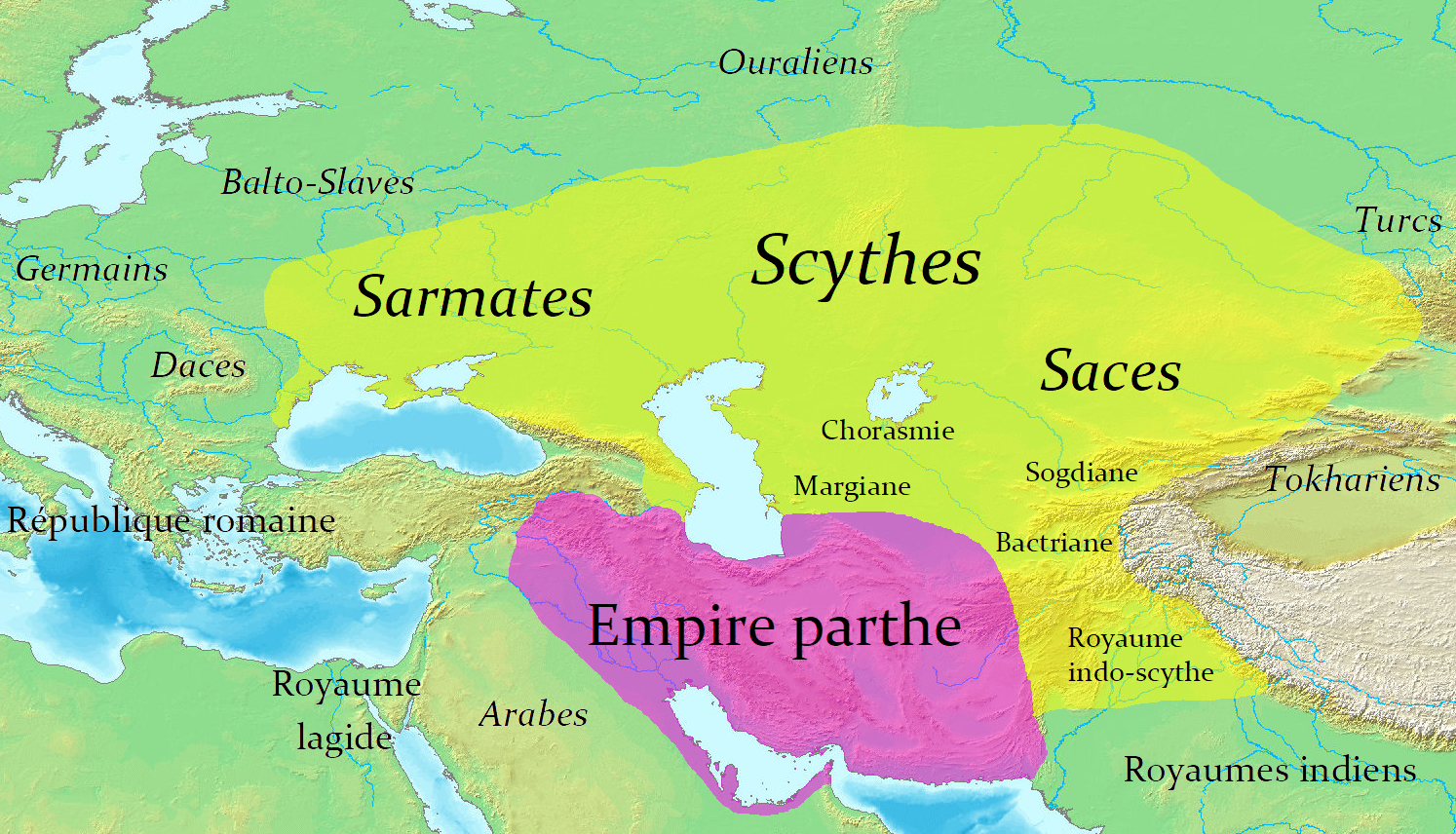
Mapa d'Escítia l'any 100 aC

L'estàtua tallada en gel per un legionari romà (p. 38) és una al·lusió a la Diana de Versalles.
Aquesta és la primera vegada que la poció màgica no s'utilitza en un àlbum d'Astèrix.

#### El dinosaure

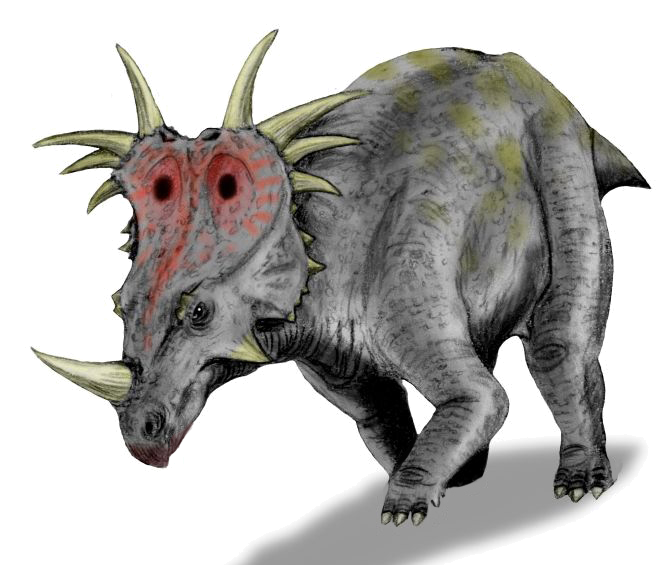
El griu de l'àlbum és en realitat un estiracosaure.